# Kršćanska Crkva
Kršćanska Crkva (grč. eklezija = zajednica) predstavlja zajednicu kršćana, sljedbenika Isusa Krista, koji dijele istu kršćansku vjeru. Poimanje Crkve i njezine uloge se prilično razlikuje u okviru različitih kršćanskih tradicija, kao što su katoličanstvo, pravoslavlje, protestantizam te različiti oblici istočnoga kršćanstva.
Daleko najbrojnija i najrasprostranjenija je Katolička Crkva. Nakon nje slijedi Pravoslavna Crkva s nizom međusobno priznatih i nepriznatih narodnih crkava.
Državne crkve javljaju se u pravoslavlju, istočnom kršćanstvu (Armenska apostolska Crkva) i protestantizmu (Engleska, Danska i Islandska Crkva).
Nastojanja oko zbližavanja i ujedinjenja kršćanskih Crkava razvijaju se u okviru ekumenskog pokreta.
| Portal:Kršćanstvo | Portal: Kršćanstvo |

## Također pogledajte
- Rano kršćanstvo
- Kršćanske denominacije
- Crkva (razdvojba)